# José Ramón Machado
José Ramón Machado, född 26 oktober 1930 i San Antonio de las Vueltas i Villa Clara på Kuba, är en kubansk politiker. Han var Kubas vicepresident från 24 februari 2008, då han efterträdde Raúl Castro på posten, till 24 februari 2013, då han i sin tur efterträddes av Miguel Díaz-Canel Bermúdez. Sedan 19 april 2011 är han andresekreterare i Kubas kommunistiska parti.